# Archidiocèse orthodoxe antiochien d'Allemagne et d'Europe centrale
 (mai 2019).
Si vous disposez d'ouvrages ou d'articles de référence ou si vous connaissez des sites web de qualité traitant du thème abordé ici, merci de compléter l'article en donnant les références utiles à sa vérifiabilité et en les liant à la section « Notes et références ».
L'archidiocèse orthodoxe antiochien d'Allemagne et d'Europe centrale (en allemand : Antiochenisch-Orthodoxe Metropolie von Deutschland und Mitteleuropa) est une circonscription de l'Église orthodoxe d'Antioche. Il a son siège à Cologne.